# Jackson (Georgia)
Jackson è una città degli Stati Uniti d'America, situata in Georgia, nella Contea di Butts, della quale è il capoluogo.